# 奈良平成高等専修学校
奈良平成高等専修学校（ならへいせい こうとうせんしゅうがっこう）は、かつて奈良県天理市楢町にあった私立専修学校。男女共学の被服科、定員40名のコースがあった。設置母体は、奈良県内で幼稚園、認定こども園を運営している吉住学園。2003年生徒募集停止、2005年3月31日閉校。

## 所在地
奈良県天理市楢町５４３－１

## 沿革
- 1976年 - 開校。
- 1986年 - 制服改定。
- 2003年 - 生徒募集停止。
- 2005年 - 3月31日をもって閉校。
- 2020年8月5日 - 第219回奈良県私立学校審査会により、当校の廃止認可について認可のすべきとの答申がなされる[1]